# Yasmine Bleeth
Yasmine Amanda Bleeth (14 de junho de 1968) é uma ex-atriz norte-americana.
Bleeth foi um famoso simbolo sexual durante da década de 1990. Devido a personagem Caroline Holden na famosa série de televisão SOS Malibu e pela personagem Lee Anne Demerest na tele-novela One Life to Live. 